# Jean-Claude Trial
Jean-Claude Trial, född 13 december 1732 i Avignon, död 23 juni 1771 i Paris, var en fransk tonsättare, violinist och operadirektör i Paris. Han var bror till operasångaren Antoine Trial.

## Biografi
Jean-Claude Trial föddes 1732 i Avignon. Han var anställd som violinist vid Opéra-Comique i Paris. Trial blev genom prinsen av Conti föranstaltande 1767, tillsammans med Pierre Montan Berton direktör vid Stora operan i Paris. Trial avled Han avled 1771. Han arbetade också som tonsättare och komponerade flera operor. Bland annat Sylvie (tillsammans med Berton) och La Fête de Flore. Han var bror till operasångaren Antoine Trial.